# Júlio César Gomes Moreira
 Júlio César Gomes Moreira (ur. 18 kwietnia 1972 w Fortalezie) – brazylijski duchowny katolicki, biskup pomocniczy Belo Horizonte od 2021.

## Życiorys

### Prezbiterat
Święcenia kapłańskie otrzymał 6 grudnia 2003 i został inkardynowany do archidiecezji Brasílii. Pracował głównie jako duszpasterz parafialny, był także m.in. rektorem stołecznego seminarium propedeutycznego oraz seminariów w Goiânia.

### Episkopat
23 grudnia 2020 papież Franciszek mianował go biskupem pomocniczym archidiecezji Belo Horizonte ze stolicą tytularną Thisiduo. Sakry biskupiej udzielił mu 13 lutego 2021 arcybiskup Walmor Oliveira de Azevedo – metropolita Belo Horizonte.